# MDL Fonds
MDL Fonds (voorheen: Maag Lever Darm Stichting) is een Nederlandse stichting die zich inzet voor mensen met een ziekte of klachten aan maag, darm, lever, slokdarm, galblaas of alvleesklier. De verzamelnaam voor deze aandoeningen is MDL-ziekten. MDL Fonds werkt aan een goede kwaliteit van leven voor patiënten, aan betere zorg en voorlichting en aan het voorkomen en genezen van MDL-ziekten. Dat doet MDL Fonds door het financieren van wetenschappelijk onderzoek, door het geven van informatie over ziekten en het spijsverteringskanaal en door het werken aan preventie. In 2024 werd 1,25 miljoen euro geïnvesteerd in nieuwe wetenschappelijke onderzoeken. MDL Fonds is een fonds met een ANBI-status. Het is volledig afhankelijk van giften.

## Geschiedenis
MDL Fonds werd in 1981 opgericht als de Nederlandse Lever Stichting. In 1996 veranderde de naam in de Maag Lever Darm Stichting. Sinds 1 januari 2025 is de naam MDL Fonds, om zo beter aan te sluiten bij het werk van MDL-specialisten en – zorgverleners.